# Alert Bay
Alert Bay es un pueblo canadiense situado en la isla de Cormorant, en la provincia de Columbia Británica.

## Superficie
Alert Bay tiene una superficie de 1,69 km².

## Demografía
En 2021, tenía 449 habitantes, una densidad poblacional de 265,3 hab./km², y 266 viviendas.